# Вірста Святослав Васильович
Святослав Васильович Ві́рста (нар. 26 листопада 1962, Замостя) — український скульптор; член Національної спілки художників України з 1999 року. Лауреат Чернівецької обласної премії імені Одарки Киселиці за 2017 рік.

## Біографія
Народився 26 листопада 1962 року в селі Замості Вижницького району Чернівецької області (нині Україна). 1981 року закінчив Чернівецьке художнє професійно-технічне училище № 5. Мистецтву навчався у Анатолія Піонтковського.
З 1982 року працював у Чернівецькій обласній організації Спілки радянських художників України; протягом 1984—1989 років — на художньо-виробничому комбінаті Чернівецької обласної організації Спілки радянських художників України.
Мешкає у Чернівцях в будинку на вулиці Сергія Скальда, № 9.

## Творчість
Працює у галузі станкової скульптури. Серед робіт:
- «Чоловік у пальто» (1994);
- «Об'єм у просторі» (1996);
- «Дві грації» (1997);
- «Торс» (1997);
- «Ніка» (1997);
- «Неолітична красуня» (1998);
- «Утворення» (1998);
- «Той, хто мислить» (1998, синтетична маса);
- «Стара галичанка» (1998);
- «Колиска для мене» (1999);
- «Адамове ребро» (2000);
- «Дерево життя» (2000, синтетична маса);
- «Журба» (2000);
- «Сон малого гомосапієнса» (2000);
- «Чумацький шлях» (2001);
- «Будьмо!» (2002);
- «Трипільська ніч» (2007);
- «Малевич, хвилинку» (2010);
- «Інь» (2011).

Бере участь у всеукраїнських та міжнародних мистецьких виставках з 1992 року. Персональні виставки відбулися у Фельдбасі у 1999 році, Києві у 2003 році.